# Nugzar Tsurtsumia
Nugzar Tsurtsumia (en georgiano: ნუგზარ წურწუმია; Jobi, 25 de febrero de 1997-Jobi, 3 de julio de 2024) fue un deportista georgiano que compitió en lucha grecorromana; campeón mundial del año 2019 en la categoría de 55 kg.
Ganó cinco medallas en el Campeonato Mundial de Lucha entre los años 2018 y 2023, y cuatro medallas en el Campeonato Europeo de Lucha entre los años 2018 y 2023.
Falleció a los 27 años, presuntamente por suicidio, ya que padecía una depresión ocasionada por problemas personales y económicos.

## Palmarés internacional
| Campeonato Mundial | Campeonato Mundial     | Campeonato Mundial | Campeonato Mundial |
| Año                | Lugar                  | Medalla            | Categoría          |
| ------------------ | ---------------------- | ------------------ | ------------------ |
| 2018               | Budapest (Hungría)     | Medalla de bronce  | 55 kg              |
| 2019               | Nursultán (Kazajistán) | Medalla de oro     | 55 kg              |
| 2021               | Oslo (Noruega)         | Medalla de bronce  | 55 kg              |
| 2022               | Belgrado (Serbia)      | Medalla de plata   | 55 kg              |
| 2023               | Belgrado (Serbia)      | Medalla de plata   | 55 kg              |
| Campeonato Europeo |                        |                    |                    |
| Año                | Lugar                  | Medalla            | Categoría          |
| 2018               | Kaspisk (Rusia)        | Medalla de bronce  | 55 kg              |
| 2020               | Roma (Italia)          | Medalla de bronce  | 55 kg              |
| 2022               | Budapest (Hungría)     | Medalla de plata   | 55 kg              |
| 2023               | Zagreb (Croacia)       | Medalla de bronce  | 55 kg              |